# Liste des ZNIEFF de la Marne
La Marne compte 182 sites classés zone naturelle d'intérêt écologique, faunistique et floristique de type I et II.

## Liste des ZNIEFF de type I
| Site | Superficie (ha) | Fiche     | Coordonnées              | Photo                                               |
| --- | --------------- | --------- | ------------------------ | --------------------------------------------------- |
| Ancienne briqueterie de Breuil                                                                                           | +52,            | 210020143 | 49° 18′ nord, 3° 46′ est |                                                     |
| Anciennes gravières à Frignicourt                                                                                        | +44,            | 210002007 | 48° 41′ nord, 4° 37′ est |                                                     |
| Bois alluviaux, marais, bras morts et rivière la Seine à Périgny-la-Rose                                                 | +133,           | 210020207 | 48° 32′ nord, 3° 38′ est |                                                     |
| Bois de la Bardolle et annexes à Coolus, Cheniers et Villers-le-Château                                                  | +32,            | 210000146 | 48° 53′ nord, 4° 16′ est |                                                     |
| Bois de la butte du Mont-Aimé entre Bergères-lès-Vertus et Coligny                                                       | +51,            | 210000671 | 48° 52′ nord, 3° 59′ est | Le Mont Aimé                                        |
| Bois de la Charmoise, des Bâtis et forêt communale à Verzenay, Verzy et Prunay                                           | +143,           | 210014784 | 49° 08′ nord, 4° 08′ est |                                                     |
| Bois de la Chênaie à Possesse                                                                                            | +96,            | 210009366 | 48° 53′ nord, 4° 49′ est |                                                     |
| Bois de la Côte Charmont au nord de Vinay et de Saint-Martin-d'Ablois                                                    | +139,           | 210020228 | 49° 01′ nord, 3° 53′ est |                                                     |
| Bois de la Fontaine aux Renards et de la Fontaignatte au sud de Chaltrait                                                | +69,            | 210020198 | 48° 55′ nord, 3° 53′ est |                                                     |
| Bois de la Fontaine Brabant, de la Croix rouge et de la Croupière à Orbais                                               | +79,            | 210020137 | 48° 57′ nord, 3° 41′ est |                                                     |
| Bois de la Fosse à Sacy                                                                                                  | +187,           | 210014782 | 49° 11′ nord, 3° 56′ est |                                                     |
| Bois de la Garenne Bouvelet à Vandières                                                                                  | +8,             | 210013064 | 49° 07′ nord, 3° 43′ est |                                                     |
| Bois de la Hazette et de la Grosse Fontaine à Cormoyeux                                                                  | +53,            | 210013062 | 49° 07′ nord, 3° 55′ est |                                                     |
| Bois de la vallée de la Semoigne à Passy-Grigny et Sainte-Gemme                                                          | +89,            | 210014785 | 49° 08′ nord, 3° 40′ est |                                                     |
| Bois de l'Argentolle, bois de Huiron et bois des Filles à Arrigny                                                        | +502,           | 210020035 | 48° 35′ nord, 4° 41′ est |                                                     |
| Bois de Pente et sources tufeuses au sud-est de Bergères-sous-Montmirail                                                 | +88,            | 210020227 | 48° 50′ nord, 3° 35′ est |                                                     |
| Bois de Raday à Damery et Fleury-la-Rivière                                                                              | +78,            | 210020159 | 49° 05′ nord, 3° 54′ est | Le bois de Raday au-dessus du vignoble              |
| Bois de Raray et de la Brusse à Dravegny et Arcis-le-Ponsart                                                             | +112,           | 210000654 | 49° 13′ nord, 3° 40′ est |                                                     |
| Bois de Rohais et étang de Florent-en-Argonne                                                                            | +215,           | 210009347 | 49° 07′ nord, 4° 55′ est |                                                     |
| Bois des Aulnois à Suizy-le-Franc                                                                                        | +48,            | 210020117 | 48° 56′ nord, 3° 44′ est |                                                     |
| Bois des Bâtis de Puilsieux et bois des Ronces à Mailly-Champagne                                                        | +140,           | 210009369 | 49° 08′ nord, 4° 07′ est |                                                     |
| Bois des Châtaigniers à Cerseuil                                                                                         | +50,            | 210020125 | 49° 03′ nord, 3° 44′ est |                                                     |
| Bois des Chauffes, des Brousses et du Pont de la Croisette à Fontaine-sur-Ay et Avenay-Val-d'Or                          | +170,           | 210009507 | 49° 05′ nord, 4° 03′ est |                                                     |
| Bois des Grands Usages à Auménancourt et Pignicourt                                                                      | +24,            | 210000657 | 49° 24′ nord, 4° 02′ est |                                                     |
| Bois des Hauts-Balais et marais du Clos au nord de Courcelles-Sapicourt                                                  | +141,           | 210009862 | 49° 16′ nord, 3° 51′ est |                                                     |
| Bois des Roches à Festigny et Leuvrigny                                                                                  | +239,           | 210020226 | 49° 02′ nord, 3° 46′ est |                                                     |
| Bois des Usages à Vanault-les-Dames                                                                                      | +177,           | 210009869 | 48° 50′ nord, 4° 49′ est |                                                     |
| Bois du Haut des Grès au nord d'Allemant                                                                                 | +107,           | 210020202 | 48° 46′ nord, 3° 47′ est |                                                     |
| Bois du Mont de Hans et de Mont-Yvron                                                                                    | +80,            | 210000690 | 49° 06′ nord, 4° 46′ est |                                                     |
| Bois du Mont-Mitou à Villeneuve-la-Lionne                                                                                | +11,            | 210000679 | 48° 47′ nord, 3° 25′ est |                                                     |
| Bois du Moulinet et le coteau de Brise-Tête à Saint-Gilles                                                               | +70,            | 210014783 | 49° 16′ nord, 3° 40′ est |                                                     |
| Bois du Parc au nord de Sézanne                                                                                          | +373,           | 210020136 | 48° 44′ nord, 3° 43′ est |                                                     |
| Bois du Terme de Vaugenet et de la Garenne des Buis à Maisons-en-Champagne                                               | +30,            | 210020144 | 48° 46′ nord, 4° 29′ est |                                                     |
| Bois et landes des Pâtis de Damery à Venteuil                                                                            | +97,            | 210000731 | 49° 05′ nord, 3° 51′ est |                                                     |
| Bois et marais du confluent de la Seine et de l'Aube à Marcilly-sur-Seine                                                | +94,            | 210020209 | 48° 33′ nord, 3° 43′ est |                                                     |
| Bois et marais du Ru de Choisel au nord d'Anglure                                                                        | +60,            | 210009505 | 48° 35′ nord, 3° 47′ est |                                                     |
| Bois et marais entre Bagneux et Bécheret                                                                                 | +55,            | 210020211 | 48° 34′ nord, 3° 50′ est |                                                     |
| Bois et mares de Rilly-la-Montagne                                                                                       | +43,            | 210002025 | 49° 09′ nord, 4° 02′ est |                                                     |
| Bois et pelouses de Cormont à Vertus et Bergères-lès-Vertus                                                              | +144,           | 210000718 | 48° 53′ nord, 3° 59′ est | Le bois de Cormont au-dessus de Bergères-lès-Vertus |
| Bois et pelouses de la Butte de Saran à Chouilly et de la Côte aux Renards à Cuis                                        | +95,            | 210014781 | 48° 59′ nord, 3° 59′ est | La Butte de Saran                                   |
| Bois et pelouses de la Cendrière à Trépail                                                                               | +62,            | 210009368 | 49° 07′ nord, 4° 11′ est |                                                     |
| Bois et pelouses des coteaux de Tincourt                                                                                 | +110,           | 210000725 | 49° 05′ nord, 3° 49′ est |                                                     |
| Bois et pelouses du Mont Hurlet et de Carabilly au nord d'Avenay-Val-d'Or                                                | +119,           | 210013061 | 49° 05′ nord, 4° 02′ est |                                                     |
| Bois et rivières de la vallée de la Marne de Vitry-le-François à Couvrot                                                 | +257,           | 210008983 | 48° 44′ nord, 4° 34′ est |                                                     |
| Bois Lapie à Aussonce et Pontfaverger-Moronvilliers                                                                      | +210,           | 210020037 | 49° 20′ nord, 4° 19′ est |                                                     |
| Bois, marais et pelouses de la Halle aux Vaches à Avize et Oger                                                          | +82,            | 210014790 | 48° 58′ nord, 3° 59′ est |                                                     |
| Bois, prairies et plan d'eau de la Noue d'Aval au sud-ouest de Granges-sur-Aube                                          | +12,            | 210020210 | 48° 34′ nord, 3° 50′ est |                                                     |
| Boisement, gravières, prairies et cours d'eau de Cherville à Plivot et Bisseuil                                          | +795,           | 210008987 | 49° 02′ nord, 4° 06′ est | Le Pré du Gué salé à Plivot                         |
| Carrière souterraine du Mont-Hurlet à Avenay-Val-d'Or                                                                    | +13,            | 210014803 | 49° 05′ nord, 4° 02′ est |                                                     |
| Corniches boisées et carrières souterraines de Vertus                                                                    | +54,            | 210000732 | 48° 53′ nord, 3° 59′ est |                                                     |
| Corniches boisées de Grauves                                                                                             | +115,           | 210000733 | 48° 58′ nord, 3° 58′ est |                                                     |
| Cours de la Marne, noues, prairies, gravières et boisement de Condé-sur-Marne à Vraux                                    | +312,           | 210008986 | 49° 01′ nord, 4° 13′ est |                                                     |
| Ensemble de gravières entre Orconte et Larzicourt                                                                        | +78,            | 210013037 | 48° 40′ nord, 4° 43′ est |                                                     |
| Étang de la Fosse aux Bois à Brandonvillers                                                                              | +56,            | 210013066 | 48° 34′ nord, 4° 32′ est |                                                     |
| Étang de la Grande Rouilie et étangs voisins à Châtrices                                                                 | +77,            | 210013034 | 49° 02′ nord, 4° 58′ est |                                                     |
| Étang de Montreuil à Sermiers                                                                                            | +30,            | 210009506 | 49° 08′ nord, 3° 58′ est |                                                     |
| Étang de Noirlieu | +55,            | 210014791 | 48° 56′ nord, 4° 48′ est |                                                     |
| Étang du Petit Maupas à Saint-Imoges                                                                                     | +7,             | 210020026 | 49° 06′ nord, 4° 00′ est |                                                     |
| Étang de la Dame au sud-ouest de Charmontois-le-Roi                                                                      | +2,             | 210002027 | 48° 57′ nord, 4° 58′ est |                                                     |
| Étang le Roi à Braux-Sainte-Cohière                                                                                      | +64,            | 210015551 | 49° 05′ nord, 4° 50′ est |                                                     |
| Étang Neuf et ses annexes à l'est de Vanault-les-Dames                                                                   | +84,            | 210009880 | 48° 50′ nord, 4° 47′ est |                                                     |
| Étangs de Belval et d'Étoges à Belval                                                                                    | +210,           | 210002028 | 48° 57′ nord, 4° 59′ est |                                                     |
| Étangs de la Grande Rouillie, de la Grande Queue et du Bâtard à Givry-en-Argonne                                         | +81,            | 210020053 | 48° 56′ nord, 4° 56′ est |                                                     |
| Étangs de Saint-Imoges et Nanteuil                                                                                       | +72,            | 210014787 | 49° 07′ nord, 3° 57′ est |                                                     |
| Étangs du massif forestier d'Épernay, Enghien et Vassy                                                                   | +127,           | 210001139 | 49° 02′ nord, 3° 50′ est |                                                     |
| Étangs et bois de la Grande Laye au nord-ouest d'Étoges                                                                  | +430,           | 210020200 | 48° 53′ nord, 3° 49′ est |                                                     |
| Étangs et bois de l'Homme blanc et des Quatre Bornes à Corfélix et Talus-Saint-Prix                                      | +242,           | 210020201 | 48° 49′ nord, 3° 43′ est |                                                     |
| Étangs latéraux au réservoir Marne                                                                                       | +386,           | 210000162 | 48° 34′ nord, 4° 41′ est |                                                     |
| Forêt d'Argonne au nord de l'A4                                                                                          | +6 093,         | 410015810 | 49° 14′ nord, 4° 58′ est | Le Neufour et la forêt d'Argonne (Meuse)            |
| Forêt de la Garenne de Perthes à Perthes                                                                                 | +470,           | 210000123 | 48° 39′ nord, 4° 52′ est |                                                     |
| Forêt domaniale de Sermiers et bois des Chaufours à Villers-Allerand                                                     | +147,           | 210013063 | 49° 09′ nord, 4° 00′ est |                                                     |
| Forêt domaniale des Hauts Bâtis et forêt des Petits Bâtis dans le massif forestier d'Argonne                             | +1 145,         | 210002036 | 49° 10′ nord, 4° 55′ est |                                                     |
| Forêt et landes du Bois Guillaume à Vindey                                                                               | +46,            | 210000719 | 48° 42′ nord, 3° 41′ est |                                                     |
| Forêt, marais et praries de Sellières entre Romilly-sur-Seine et Conflans-sur-Seine                                      | +494,           | 210009345 | 48° 32′ nord, 3° 41′ est |                                                     |
| Forêts et pelouses des Garennes et des Tournants à Villers-Marmery                                                       | +64,            | 210008994 | 49° 07′ nord, 4° 12′ est |                                                     |
| Gîte à chiroptères de Rancourt-sur-Ornain                                                                                | +284,           | 410030315 | 48° 49′ nord, 4° 54′ est |                                                     |
| Grand marais de Cormicy                                                                                                  | +54,            | 210000689 | 49° 21′ nord, 3° 53′ est |                                                     |
| Grand marais et les marais de Villiers entre Potangis et Conflans-sur-Seine                                              | +106,           | 210020206 | 48° 34′ nord, 3° 40′ est |                                                     |
| Grands marais du Val de Vesle de Prunay à Courmelois                                                                     | +455,           | 210000727 | 49° 10′ nord, 4° 12′ est | La Vesle à Courmelois                               |
| Grands marais et les Ronds Trous à Prouilly et Trigny                                                                    | +222,           | 210000729 | 49° 17′ nord, 3° 52′ est |                                                     |
| Gravière de la côte au nord de Moncetz-l'Abbaye                                                                          | +15,            | 210013038 | 48° 39′ nord, 4° 40′ est |                                                     |
| Gravières et milieux environnants entre le Chemin de Norrois et la Pièce d'Isle à Cloyes et Matignicourt                 | +323,           | 210013036 | 48° 40′ nord, 4° 39′ est |                                                     |
| Hêtraie du Chemin des Allemands à Pleurs                                                                                 | +12,            | 210020017 | 48° 41′ nord, 3° 53′ est |                                                     |
| Hêtraie du Fond Milleret et pinède de l'Ermitage à La Veuve                                                              | +10,            | 210009884 | 49° 03′ nord, 4° 19′ est |                                                     |
| Hêtraie relictuelle et bois de la Garenne de Cernon                                                                      | +19,            | 210009365 | 48° 50′ nord, 4° 20′ est |                                                     |
| Landes boisées de la Montagne d'Avize                                                                                    | +171,           | 210000734 | 48° 58′ nord, 3° 59′ est |                                                     |
| Landes dans les bois et pâtis de Sézanne                                                                                 | +40,            | 210000720 | 48° 42′ nord, 3° 42′ est |                                                     |
| Landes des pâtis du Mesnil-sur-Oger                                                                                      | +59,            | 210000723 | 48° 56′ nord, 4° 00′ est |                                                     |
| Landes d'Oger | +61,            | 210000724 | 48° 57′ nord, 3° 59′ est |                                                     |
| Marais boisé de la Ferme Sébastopol à Sauvage                                                                            | +10,            | 210009866 | 48° 32′ nord, 3° 46′ est |                                                     |
| Marais boisé de Vaudétré à Warmeriville                                                                                  | +87,            | 210008902 | 49° 20′ nord, 4° 14′ est |                                                     |
| Marais boisé des Grands Usages à Pontfaverger                                                                            | +36,            | 210008903 | 49° 17′ nord, 4° 20′ est |                                                     |
| Marais d'Athis-Cherville                                                                                                 | +133,           | 210008906 | 49° 00′ nord, 4° 08′ est | Les marais d'Athis-Cherville                        |
| Marais de la Bionne à Courtémont et Dommartin-sous-Hans                                                                  | +99,            | 210000691 | 49° 07′ nord, 4° 46′ est |                                                     |
| Marais de La Chapelle-Lasson et de Marsangis                                                                             | +57,            | 210008904 | 48° 37′ nord, 3° 49′ est |                                                     |
| Marais de la Somme-Soude entre Jâlons, Aulnay-sur-Marne et Champigneul-Champagne                                         | +462,           | 210008905 | 48° 59′ nord, 4° 11′ est |                                                     |
| Marais de la Superbe et du Salon entre Boulages et Faux-Fresnay                                                          | +521,           | 210001011 | 48° 36′ nord, 3° 54′ est |                                                     |
| Marais de la Vesle de Muizon au Chemin de Mâco                                                                           | +213,           | 210009835 | 49° 16′ nord, 3° 55′ est |                                                     |
| Marais de Neuf Ans à Prouilly                                                                                            | +4,             | 210000735 | 49° 17′ nord, 3° 52′ est |                                                     |
| Marais de Pévy (près de la Ferme Hervelon)                                                                               | +6,             | 210009868 | 49° 19′ nord, 3° 52′ est |                                                     |
| Marais de Saint-Gond | +3 182,         | 210001135 | 48° 49′ nord, 3° 52′ est |                                                     |
| Marais de Tranlais à Prouilly                                                                                            | +17,            | 210000716 | 49° 17′ nord, 3° 51′ est |                                                     |
| Marais du Mont de Berru à Berru et Cernay                                                                                | +88,            | 210009834 | 49° 15′ nord, 4° 08′ est | Le Mont de Berru                                    |
| Marais de Vendière à Courlandon et les mares et marais de Romain                                                         | +119,           | 210014780 | 49° 19′ nord, 3° 46′ est |                                                     |
| Marais du Vivier à Chenay et Trigny                                                                                      | +76,            | 210000659 | 49° 18′ nord, 3° 55′ est |                                                     |
| Méandre de la Marne et anciennes gravières à Omey                                                                        | +65,            | 210009844 | 48° 50′ nord, 4° 29′ est |                                                     |
| Noues et cours de la Marne, forêts, prairies et autres milieux à Vésigneul-sur-Marne, Mairy-sur-Marne et Togny-aux-Bœufs | +432,           | 210014778 | 48° 52′ nord, 4° 26′ est | La Marne à Mairy                                    |
| Noues et cours de la Marne, prairies, gravières et boisements de Recy à Matougues                                        | +527,           | 210008985 | 49° 00′ nord, 4° 15′ est |                                                     |
| Partie nord de la forêt domaniale de Monthiers à Possesse                                                                | +363,           | 210002030 | 48° 55′ nord, 4° 55′ est |                                                     |
| Pelouse de Branscourt | +5,             | 210000655 | 49° 16′ nord, 3° 49′ est |                                                     |
| Pelouse de la Husse à Prouilly                                                                                           | +15,            | 210009865 | 49° 17′ nord, 3° 52′ est |                                                     |
| Pelouse des Terres blanches à l'est de Bouleuse                                                                          | +8,             | 210013065 | 49° 13′ nord, 3° 51′ est |                                                     |
| Pelouse du Haut-Mont et Fontaine Saint-Laurent à Contault                                                                | +35,            | 210002001 | 48° 55′ nord, 4° 47′ est |                                                     |
| Pelouses et pinèdes de Châlons-sur-Vesle, de Merfy et de Chenay                                                          | +87,            | 210000660 | 49° 17′ nord, 3° 56′ est |                                                     |
| Pelouses calcaires et prairies de Fauche de Courthiézy                                                                   | +68,            | 210014786 | 49° 02′ nord, 3° 36′ est |                                                     |
| Pelouses des talus de la voie ferrée à Juvigny                                                                           | +9,             | 210009883 | 49° 01′ nord, 4° 17′ est |                                                     |
| Pelouses des talus de l'ancienne voie ferrée de Huiron à Sompuis                                                         | +55,            | 210002024 | 48° 41′ nord, 4° 30′ est | Un chemin dans la ZNIEFF à Huiron                   |
| Pelouses des vallons de Manre                                                                                            | +10,            | 210001118 | 49° 15′ nord, 4° 40′ est |                                                     |
| Pelouses du Fort de la Pompelle à Puisieulx                                                                              | +23,            | 210009864 | 49° 13′ nord, 4° 07′ est | Le Fort de la Pompelle                              |
| Pelouses du Fort de Saint-Thierry et de Chenay                                                                           | +117,           | 210009861 | 49° 18′ nord, 3° 56′ est |                                                     |
| Pelouses et bois de la Garenne d'Écueil                                                                                  | +35,            | 210000714 | 49° 11′ nord, 3° 58′ est |                                                     |
| Pelouses et bosquets de la Côte de Merlaut à Vitry-en-Perthois                                                           | +29,            | 210008992 | 48° 45′ nord, 4° 39′ est |                                                     |
| Pelouses et pinèdes de l'aérodrome de Marigny et de la Ferme de Varsovie                                                 | +336,           | 210000721 | 48° 40′ nord, 3° 49′ est |                                                     |
| Pelouses et taillis des coteaux de la Marne d'Omey à Couvrot                                                             | +36,            | 210009508 | 48° 47′ nord, 4° 31′ est |                                                     |
| Pelouses, marais et forêts du versant situe au sud-est de Champillon                                                     | +26,            | 210020025 | 49° 04′ nord, 3° 59′ est |                                                     |
| Pinèdes et hêtraie de Chalmont au nord de Linthes                                                                        | +85,            | 210000670 | 48° 44′ nord, 3° 50′ est |                                                     |
| Pinèdes aux environs de la Croix de Valmy                                                                                | +38,            | 210002006 | 49° 03′ nord, 4° 38′ est |                                                     |
| Pinèdes, bois et pelouses au nord de Clairizet, à l'ouest de Vrigny et au sud de Janvry                                  | +195,           | 210009367 | 49° 14′ nord, 3° 53′ est | Bois à l'ouest de Vrigny                            |
| Pinèdes, bois secondaires et pelouses de coteaux de Vanault-les-Dames et de Bussy-le-Repos                               | +57,            | 210020087 | 48° 53′ nord, 4° 43′ est |                                                     |
| Pinèdes de la Côte Regnard à Courtisols                                                                                  | +60,            | 210002005 | 49° 01′ nord, 4° 31′ est |                                                     |
| Pinèdes des Terres Notre-Dame, du Mont Destre et de la vallée des Vignes à Courtisols                                    | +465,           | 210000672 | 48° 56′ nord, 4° 29′ est |                                                     |
| Pinèdes et garenne de Mont Aigu et du Champ de la Vache entre Beine-Nauroy et Pontfaverger-Moronvilliers                 | +136,           | 210000717 | 49° 15′ nord, 4° 16′ est |                                                     |
| Prairies au sud et à l'ouest de Charmontois                                                                              | +144,           | 210002029 | 48° 58′ nord, 4° 59′ est |                                                     |
| Prairies de la Rosière, de Vanny et des Vingt Fauchées à Autry                                                           | +325,           | 210008914 | 49° 15′ nord, 4° 49′ est |                                                     |
| Praries et bois à Clesles et Saint-Just-Sauvage                                                                          | +200,           | 210009860 | 48° 32′ nord, 3° 48′ est |                                                     |
| Prairies et bois de la Ferme aux Grues à Saint-Remy-en-Bouzemont                                                         | +215,           | 210020034 | 48° 37′ nord, 4° 39′ est |                                                     |
| Ravin boisé de la Noxe entre Nesle-la-Reposte et Villenauxe-la-Grande                                                    | +94,            | 210009363 | 48° 37′ nord, 3° 33′ est | La Noxe entre Nesle-la-Reposte et Dival             |
| Réservoir Marne (Lac du Der-Chantecoq)                                                                                   | +5 953,         | 210001134 | 48° 34′ nord, 4° 46′ est | Le Lac du Der-Chantecoq                             |
| Rivière de Biesme et forêt en amont à Beaulieu-en-Argonne                                                                | +438,           | 410008070 | 49° 02′ nord, 5° 04′ est |                                                     |
| Rivière de la Marne et anse du Radouaye à Sarry                                                                          | +44,            | 210008984 | 48° 55′ nord, 4° 23′ est |                                                     |
| Savart et pinède de la forêt domaniale de Vauhalaise                                                                     | +280,           | 210001136 | 48° 42′ nord, 4° 25′ est |                                                     |
| Savarts et pinèdes des Escaliers de Bisseuil jusqu'à la Noue des Gendarmes à l'est d'Avenay-Val-d'Or                     | +86,            | 210015541 | 49° 04′ nord, 4° 04′ est | Le vignoble et les forêts du nord de Bisseuil       |
| Stations botaniques en forêt de Trois-Fontaines                                                                          | +169,           | 210015518 | 48° 43′ nord, 4° 59′ est |                                                     |
| Talus de gaize de Vienne-le-Château                                                                                      | +7,             | 210009842 | 49° 11′ nord, 4° 54′ est |                                                     |
| Talus forestier au nord-ouest de Chaltrait                                                                               | +16,            | 210002032 | 48° 56′ nord, 3° 53′ est |                                                     |
| Tourbière alcaline des Trous de Leu à l'ouest de Saint-Léonard                                                           | +127,           | 210015514 | 49° 13′ nord, 4° 05′ est |                                                     |
| Vallée de la Blaise entre Éclaron et Écollemont                                                                          | +943,           | 210020036 | 48° 36′ nord, 4° 48′ est |                                                     |
| Vallon boisé de Faverolles à Corribert                                                                                   | +122,           | 210002033 | 48° 57′ nord, 3° 46′ est |                                                     |
| Vallon boisé du Ru aux Renards entre Bannay et Belin                                                                     | +36,            | 210002031 | 48° 51′ nord, 3° 43′ est |                                                     |
| Vallon du bois des Moines à Villeneuve-la-Lionne                                                                         | +20,            | 210000658 | 48° 46′ nord, 3° 27′ est |                                                     |
| Vallon du Fond de la Gorge et plateau de la Barbarie à Savigny-sur-Ardres                                                | +188,           | 210009863 | 49° 15′ nord, 3° 48′ est |                                                     |
| Vallon forestier et étangs des Bièvres à l'est d'Autry                                                                   | +187,           | 210002010 | 49° 15′ nord, 4° 53′ est |                                                     |
| Vieil étang de Sogny-en-l'Angle                                                                                          | +31,            | 210009870 | 48° 49′ nord, 4° 49′ est |                                                     |
| Zone des faux dans la foret de Verzy                                                                                     | +37,            | 210002034 | 49° 08′ nord, 4° 10′ est | Le fau de Saint Basle à Verzy                       |

## Liste des ZNIEFF de type II
| Site | Superficie (ha) | Fiche     | Coordonnées              | Photo                                                |
| --- | --------------- | --------- | ------------------------ | ---------------------------------------------------- |
| Basse vallée de l'Aube de Magnicourt à Saron-sur-Aube                                                            | +9 256,         | 210000988 | 48° 33′ nord, 3° 58′ est | L'Aube à Arcis-sur-Aube                              |
| Bois, étangs et prairies du Nord Perthois                                                                        | +10 190,        | 210009879 | 48° 50′ nord, 4° 50′ est |                                                      |
| Bois, marais et prairies à l'est de Cernay-en-Dormois, Ville-sur-Tourbe et Berzieux                              | +1 650,         | 210020177 | 49° 11′ nord, 4° 49′ est |                                                      |
| Forêt de Lisle-en-Barrois                                                                                        | +10 327,        | 410030458 | 48° 56′ nord, 5° 04′ est |                                                      |
| Forêt domaniale de la Traconne, forêts communales et bois voisins à l'ouest de Sézanne                           | +6 475,         | 210009881 | 48° 40′ nord, 3° 37′ est | L'Étoile dans la forêt de la Traconne                |
| Forêts domaniales de Trois-Fontaines, de Jean d'Heures, de la Haie Renault et autres bois de Maurupt à Chancenay | +11 280,        | 210009882 | 48° 43′ nord, 4° 55′ est |                                                      |
| Forêts, pâtis et autres milieux du rebord de la Montagne d'Épernay                                               | +1 978,         | 210000722 | 48° 56′ nord, 3° 59′ est | La forêt surplombant le vignoble                     |
| Les environs du Lac du Der                                                                                       | +14 330,        | 210020028 | 48° 34′ nord, 4° 46′ est | Hautes eaux au Lac du Der                            |
| Massif forestier et étangs associés entre Épernay, Vertus et Montmort-Lucy                                       | +14 310,        | 210009833 | 48° 59′ nord, 3° 50′ est | L'étang Neuf à Épernay                               |
| Massif forestier d'Argonne                                                                                       | +41 840,        | 210002009 | 49° 12′ nord, 4° 56′ est | Foucaucourt-sur-Thabas (Meuse) et la forêt d'Argonne |
| Massif forestier de Cormicy                                                                                      | +1 132,         | 210000688 | 49° 22′ nord, 3° 52′ est |                                                      |
| Massif forestier de la Montagne de Reims (versant sud) et étangs associés                                        | +4 854,         | 210015554 | 49° 06′ nord, 4° 05′ est | Forêt de Verzy                                       |
| Massif forestier du Mont de Berru                                                                                | +534,           | 210000715 | 49° 16′ nord, 4° 08′ est | Le Mont de Berru                                     |
| Massif forestier et étangs de Belval                                                                             | +5 375,         | 210002026 | 48° 57′ nord, 4° 56′ est |                                                      |
| Milieux naturels et secondaires de la vallée de la Seine (Bassée auboise)                                        | +10 740,        | 210000617 | 48° 31′ nord, 3° 32′ est |                                                      |
| Pelouses et bois du Camp militaire de Moronvilliers                                                              | +2 664,         | 210000980 | 49° 14′ nord, 4° 19′ est | Les Monts de Champagne (Camp de Moronvilliers)       |
| Pelouses et bois du Camp militaire de Mourmelon                                                                  | +8 449,         | 210000981 | 49° 07′ nord, 4° 26′ est |                                                      |
| Pelouses et bois du Camp militaire de Suippes                                                                    | +13 720,        | 210001121 | 49° 11′ nord, 4° 38′ est |                                                      |
| Pinèdes et chênaies thermophiles du plateau de Cheniers                                                          | +269,           | 210015553 | 48° 52′ nord, 4° 13′ est |                                                      |
| Plaine alluviale et cours de l'Aisne entre Autry et Avaux                                                        | +11 900,        | 210000982 | 49° 20′ nord, 4° 51′ est | L'Aisne à Mont-de-Jeux (Ardennes)                    |
| Prairies du bassin de la Voire                                                                                   | +2 767,         | 210000163 | 48° 30′ nord, 4° 43′ est |                                                      |
| Savarts et pinèdes du Camp militaire de Mailly                                                                   | +11 810,        | 210009498 | 48° 38′ nord, 4° 19′ est |                                                      |
| Vallée de la Marne de Vitry-le-François à Épernay                                                                | +13 080,        | 210008896 | 48° 44′ nord, 4° 34′ est |                                                      |
| Vallée de la Marne d'Isle-sur-Marne à Frignicourt                                                                | +1 627,         | 210020129 | 48° 40′ nord, 4° 37′ est |                                                      |
| Vallée de la Saulx de Vitry-en-Perthois à Sermaize-les-Bains                                                     | +4 219,         | 210020213 | 48° 46′ nord, 4° 46′ est |                                                      |
| Vallée de la Seine de La Chapelle-Saint-Luc à Romilly-sur-Seine                                                  | +7 219,         | 210009943 | 48° 25′ nord, 3° 58′ est |                                                      |
| Vallée de la Vesle de Livry-Louvercy à Courlandon                                                                | +2 682,         | 210000726 | 49° 11′ nord, 4° 09′ est | La Vesle à Muizon                                    |
| Vallée de l'Ardre et de ses affluents entre Saint-Imoges et Fismes                                               | +5 070,         | 210020218 | 49° 16′ nord, 3° 43′ est | La vallée de l'Ardre près de Savigny-sur-Ardres      |